# Баржовени (Њамц)
Баржовени (рум. Bârjoveni) насеље је у Румунији у округу Њамц у општини Секујени. Oпштина се налази на надморској висини од 279 m.

## Становништво
Према подацима из 2002. године у насељу је живело 328 становника, од којих су сви румунске националности.